# Villamassargia

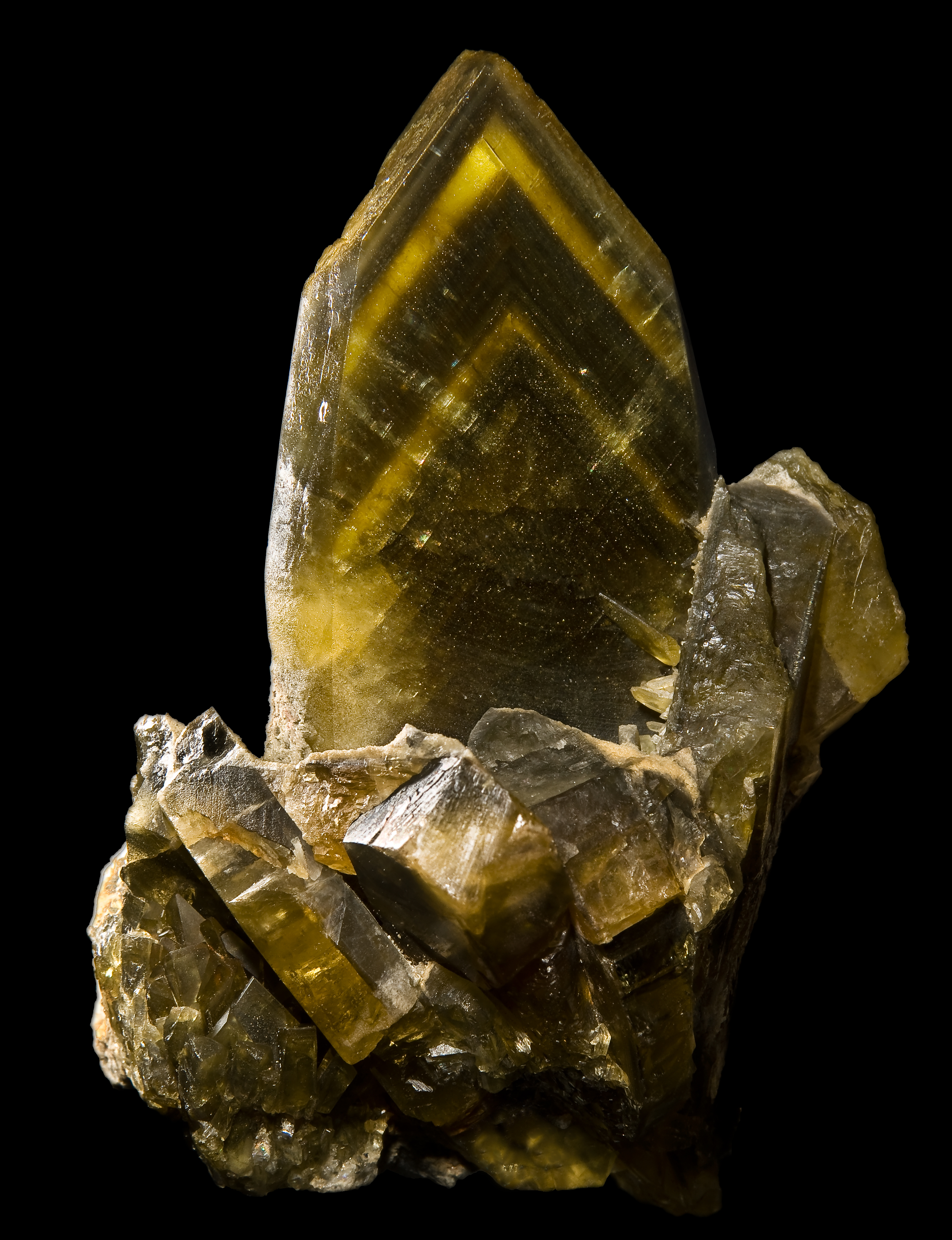
Barita - Monte Mesu - Villamassargia.

Villamassargia é uma comuna italiana da região da Sardenha, província da Sardenha do Sul, com cerca de 3.711 habitantes. Estende-se por uma área de 91 km², tendo uma densidade populacional de 41 hab/km². Faz fronteira com Domusnovas, Iglesias, Musei, Narcao, Siliqua.

## Demografia
| Variação demográfica do município entre 1861 e 2011                               |
|                                                                                   |
| Fonte: Istituto Nazionale di Statistica (ISTAT) - Elaboração gráfica da Wikipedia |